# Це Англія
Це Англія (англ. This is England; Велика Британія, 2006) — фільм Шейна Медоуза, відомого за кінострічками «Черевики мерця» і «Кімната для Ромео Брасса». Сюжет розгортається в англійському містечку в липні 1983 року та розповідає про життя англійських скінхедів.

## Сюжет
12-річний Шон Філд щойно втратив батька в Фолклендській війні. У хлопця немає друзів. Побившись із шкільним задиракою, він повертався додому. Але у тунелі його зупинив гурт молодих скінхедів. Шон потрапляє в їх компанію, знайомиться з їх лідером Вуді, з ямайцем Мілкі, з П'юком, Кезом та шибеником Гаджетом. Вони весело проводять час: громлять закинуті будинки, грають у футбол та п'ють пиво. Шона приймають у скінхеди: голять голову, вдягають у сорочку Ben Sherman, модні черевики та підтяжки. У новій компанії хлопець знайомиться з дівчиною Смел, якій майже 18 років, і закохується у неї. Ідилія триває до того часу, поки з тюрми не повертається Комбо, старий друг Вуді. Комбо відсидів у в'язниці 3 роки і за цей час став ксенофобом. Він навіює підліткам, що Англію заполонили пакистанці, дешева робоча сила, яка віднімає місця у молодих англійців.

## У ролях
- Томас Тургуз — Шон
- Стівен Грем — Комбо
- Джо Хартлі — Синтія
- Ендрю Шим — Мілкі
- Вікі Макклюр — Лол
- Джозеф Ґілґан — Вуді
- Джек О'Коннелл — П'юк
- Розамунд Хансон — Смел
- Шанель Крессвел — Келлі
- Ендрю Елліс — Ґаджет
- Майкл Сока — Харві
- Ханна Волтерс — Продавець взуття
- Перрі Бенсон — Меггі
- Джордж Ньютон — Банджо

## Нагороди та номінації

### Нагороди
- 2008 — Премія BAFTA
  - Найкращий британський фільм — Марк Ґерберт, Шейн Медоуз
- 2006 — Премія British Independent Film Awards
  - Найкращий британський незалежний фільм
  - Найбільш багатообіцяючий новачок — Томас Таргуз
- 2006 — Лондонський кінофестиваль
  - Нагорода кіноталанту Великої Британії

### Номінації
- 2008 — Премія BAFTA
  - Найкращий оригінальний сценарій — Шейн Медоуз
- 2006 — Премія British Independent Film Awards
  - Найкращий режисер — Шейн Медоуз
  - Найкращий сценарій — Шейн Медоуз
  - Найкращий актор другого плану — Джозеф Ґілґан, Стівен Грем
  - Найкращий технічний вклад (музика) — Лудовіко Ейнауді

## Цікаві факти
- Фільм показували на різних міжнародних фестивалях, включаючи Лондон, він одержав рейтинг «до 18 років» через расистські висловлювання та жорстокість. Однак пізніше цей рейтинг переглянули, тому що стали вважати, що фільм повинна побачити велика кількість підлітків.
- Томасу Таргузу, який зіграв головного героя Шона, було 11 років під час зйомок. Фільм став поштовхом у його акторській кар'єрі.
- Фільм присвячений Шерон, мамі Томаса, яка померла від раку 29 грудня 2005 року.
- У фільмі використовується музика реггі і Oi!.